# Congada de Catalão
A Congada de Catalão é uma festa brasileira celebrada desde 1876 em Goiás. A congada faz parte da Festa de Nossa Senhora do Rosário no município de Catalão. A manifestação cultural reúne aspectos religiosos do cristianismo católico e das religiões de matriz africana, resultando numa tradição plural comum do sincretismo brasileiro. O folclore e a religiosidade presentes na congada, além das raízes do Congo, remetem também a cultura de Angola, Moçambique e outras regiões do continente africano.

## História
Registros históricos datam que as primeiras festividades dos congueiros na região de Catalão começaram por volta de 1876. Essa data é marcada por um documento que existe, no qual a igreja salesia faz a proposta da troca da Igreja do Rosário (atualmente denominada Velha Matriz) por um terreno no centro da cidade. Não se sabe ao certo o que houve para o negócio não ter dado certo, mas é por esse documento que os dirigentes da congada de Catalão se baseiam para realizar a festa.
Talvez, a festa de Nossa Senhora do Rosário seja até mais antiga. Mais nova, porém, não deve ser. Velhos congueiros, como Antônio Clara, com 85 anos, lembra de seu pai contar sobre a celebração da congada.
Por volta de 1820, chegaram a Vila do Catalão, os escravos semi-libertos, para o trabalho nas lavouras de café. De acordo com as tradições, o escravo não carregava com ele somente os instrumentos de trabalho, mas também suas crenças, seus usos e seus costumes; surgindo daí o louvor à Nossa Senhora do Rosário. Comemoração essa, que incluía a parte religiosa (mistura de catolicismo e ritos afros). Por esse motivo é que se tem as danças dos congos (região do Congo) e moçambique (região de Moçambique).

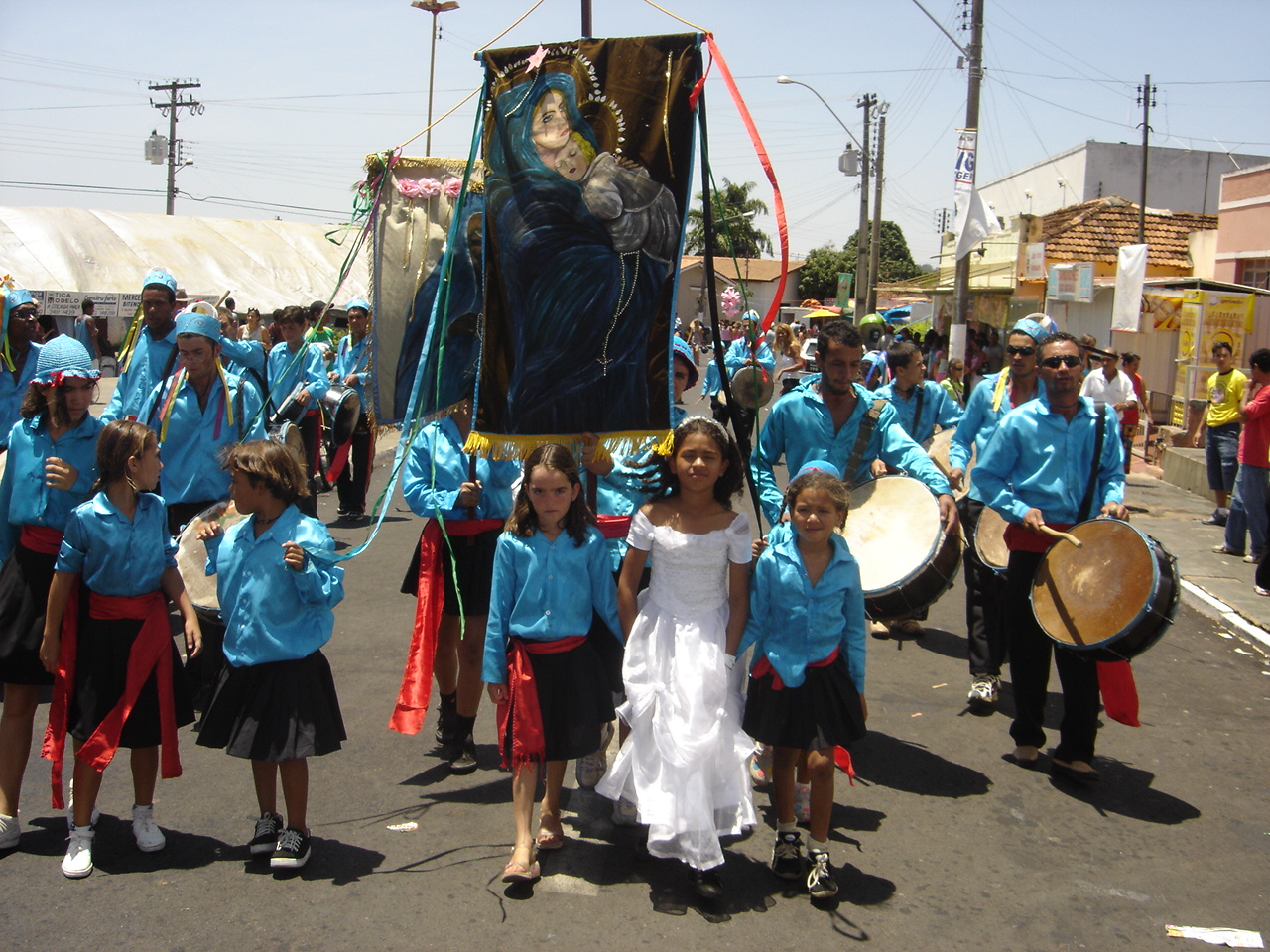
Congadas de Catalão.

As homenagens à Nossa Senhora do Rosário surgiram com o escravo Chico rei, que misturou catolicismo com ritos afros para agradecer sua alforria. Essa manifestação religiosa é cultivada até hoje, sendo uma das maiores no território nacional. A festa é realizada na última sexta-feira de setembro, ao 2º domingo de outubro, quando seus dançarinos saem à rua com suas vestimentas coloridas, alegrando a cidade com seus entoados cantos, sempre agradecendo a nossa padroeira pelos benefícios adquiridos. Os congueiros catalanos usam a expressão: "Salve o Rosário! O Rosário, Salve!". Instrumentos como tambores, apitos e chocalhos impõem ritmo aos passos e com cantorias de devoção, usando composições locais. A festividade pode durar 10 dias com apresentação de danças, músicas, procissões, terços e missas. As procissões saem da Matriz São Francisco e terminam no Largo do Rosário, reunindo aproximadamente 4 mil dançadores.
A Congada é constituída por 17 ternos registrados e outro da cidade de Goiânia, que todo ano participa da festa, fazendo das Congadas de Catalão, uma das maiores manifestações culturais do estado. Em 2007, 20 grupos de congado, que variam entre 20 e 380 participantes, que saíram às ruas catalanas, no segundo domingo de outubro (independente da data no calendário) para fazer a festa.